# Calcio ai XV Giochi del Mediterraneo - Qualificazioni gruppo C
Tutte le partite relative alle qualificazioni del gruppo C per il torneo di calcio ai XV Giochi del Mediterraneo si svolsero allo stadio municipale di Vícar.

## Classifica
| Gruppo C | Gruppo C | Gruppo C | Gruppo C | Gruppo C | Gruppo C | Gruppo C | Gruppo C | Gruppo C |
| Squadra  | G        | V        | N        | P        | F        | S        | DR       | PT       |
| -------- | -------- | -------- | -------- | -------- | -------- | -------- | -------- | -------- |
| Algeria  | 3        | 1        | 1        | 0        | 3        | 2        | +1       | 4        |
| Tunisia  | 3        | 0        | 2        | 0        | 3        | 3        | 0        | 2        |
| Grecia   | 3        | 0        | 1        | 1        | 1        | 2        | -1       | 1        |

## Incontri
| Arbitro: | Alberto Undiano Mallenco |

|              |           |                |
| Hanister (2) | Marcatori | Milliti Labidi |

| Arbitro: | Ioannis Tsachilidis |

|           |           |            |
| Ben Yahia | Marcatori | Arampatzis |

| Arbitro: | Mohamed Imhamed |

|  |           |        |
|  | Marcatori | Metref |